# ملكة الصحراء (فلم)
ملكة الصحراء (بالإنجليزية: Queen of the Desert) هو فيلم دراما تم إنتاجه في الولايات المتحدة صدر سنة 2014. الفيلم من إخراج فرنر هرتزوغ.

## بطولة
- نيكول كيدمان
- جهاد عبدو
- جيمس فرانكو
- روبرت باتينسون
- داميان لويس
- جريستوفير فولفورد

## القصة
يحكي الفيلم قصة (جيرترود بيل) (1868-1926)، كمؤرخة، وروائية، وعضوة لجهاز المخابرات البريطانية، لعبت دورًا حاسمًا عام 1920 في وضع مسار للنظام السياسي الجديد في الشرق الأوسط، باعتبارها امرأة شابة متعلمة، فمن الصعب العثور علي زوج في (انكلترا) حينها، فتسافر إلى (طهران). وبعد قصة حب مأساوية مع دبلوماسي ومقامر عريق يدعى (هنري كادوجان)، قررت التخلي عن حياتها الخاصة، واكتشاف المنطقة وثقافتها. وقبل تفكك الإمبراطورية العثمانية تبدأ بتعلم اللغات، وترجمة الأدب، وتجتمع مع كبار الشخصيات الإسلامية في (القاهرة والبصرة وبغداد)، وتكسب ثقتهم من خلال لباقتها وكياستها، لتكون بعد ذلك وسيطًا بين الشرق والإمبراطورية البريطانية، ثم يدخل الحب حياتها مرة أخرى.

## الممثلون والشخصيات
- نيكول كيدمان (بدور: جيرتيرد بيل)
- جهاد عبده (بدور: فتوح )
- جيمس فرانكو (بدور: هنري كادوجان)
- روبرت باتينسون (بدور: لاورينس)
- داميان لويس (بدور: تشارليس وايل)
- جريستوفير فولفورد (بدور: وينستون شارشيل)
- مارك لويس جونز (بدور: فرانك لاسيليك)
- هولي إيرل (بدور: ابن عم فلورنسا)
- ميشائيل جين (بدور: كامبل ثومبسون)
- أسعد بواب (بدور: شيخ)
- يونس بواب (بدور الملك فيصل الأول)
- أنس الباز (بدور سائق عربة)

## الميزانية والإيرادات
بلغت تكلفة إنتاج الفيلم حوالي 36 مليون دولار.

## وصلات خارجية
- مقالات تستعمل روابط فنية بلا صلة مع ويكي بيانات